# Algathia dispex
Algathia dispex är en stekelart som först beskrevs av Tosquinet 1903.  Algathia dispex ingår i släktet Algathia och familjen brokparasitsteklar. Inga underarter finns listade i Catalogue of Life.